# Droits de l'homme aux niveaux local et régional
Le Congrès des pouvoirs locaux et régionaux du Conseil de l’Europe, dans le cadre de ses missions de suivi de la démocratie locale, a également vocation à sensibiliser les élus aux droits de l'homme et à leur application au niveau local et régional en Europe.
En 2010, la recommandation 2 et la résolution 3 du Congrès sur le rôle des collectivités locales dans la mise en œuvre des droits de l'homme soulignaient l'importance de l'action locale et régionale en matière de droits de l'homme. La recommandation 280 (2010) du Congrès recommande de favoriser le respect des droits de l'homme grâce à la formation des élus et des agents des collectivités locales.
Conscient que les droits de l'homme doivent être mis en œuvre au niveau le plus proche, au niveau local, le Congrès a adopté trois rapports entre 2010 et 2014 qui incluent des recommandations sur cette question spécifique. Les trois rapports ont pour thèmes : Le rôle des collectivités territoriales dans la mise en œuvre des droits de l'homme ; Développer des indicateurs pour la sensibilisation aux droits de l'homme aux niveaux local et régional ; et Bonnes pratiques pour la mise en œuvre des droits de l'homme aux niveaux local et régional dans les États membres du Conseil de l'Europe et d'autres États. 

## Résolution 427 (2018)
Dans sa résolution 427 (2018)], adoptée le 27 mars 2018 et intitulée « Promouvoir les droits de l’homme aux niveaux local et régional », le Congrès approuve un Manuel des droits de l’homme en tant que recueil de bonnes pratiques, facile d’utilisation, pour les autorités locales et régionales et leurs administrations afin de répondre de manière efficace et durable aux défis des communes et des régions en matière de droits de l’homme en ce qui concerne les réfugiés, demandeurs d’asile et migrants ; les Roms et gens du voyage et LGBTI.

## LeManuel des droits de l’homme[6]
Le Congrès des pouvoirs locaux et régionaux du Conseil de l’Europe, convaincu que l’application des droits de l’homme dans les politiques territoriales contribuera à l’objectif de renforcer la démocratie locale et régionale partout en Europe, a publié en novembre 2018 un Manuel des droits de l'homme en anglais intitulé Handbook on Human Rights at local and regional levels - vol.1 dont la version française est publiée en 2019.
Ce Manuel a été imaginé comme un recueil de bonnes pratiques permettant aux autorités locales et régionales de répondre de manière efficace et durable aux défis en matière de droits de l’homme en ce qui concerne les réfugiés, demandeurs d’asile et migrants ; les Roms et gens du voyage et LGBTI.

### Un premier volume consacré aux droits des réfugiés, gens du voyage et personnes LGTBI
Ce premier volume publié en anglais et qui est traduit en français en 2019 est consacré au droit à la non-discrimination à l’égard de trois groupes : réfugiés, demandeurs d'asile et migrants ; Roms et Gens du voyage ; et personnes LGBTI.

### 65 exemples de bonnes pratiques mises en œuvre dans 25 pays
Il comprend une présentation du cadre juridique et du rôle que peuvent jouer les collectivités territoriales, ainsi que 65 bonnes pratiques mises en œuvre dans plus de 25 pays. Ce manuel a été développé avec le soutien du Commissaire aux droits de l'homme du Conseil de l'Europe et de l'Agence des droits fondamentaux de l'Union européenne. Ce manuel présente des exemples d'initiatives mises en œuvre par les autorités locales et régionales et fournit les coordonnées de chacune d'elles avec pour objectif de mettre en évidence la mise en œuvre concrète des droits de l'homme et de faciliter l'échange d'expériences entre les élus locaux et régionaux.

### Un deuxième volume en cours
Par cette résolution 427(2018), le Congrès invite les autorités locales et régionales et leurs administrations à diffuser, promouvoir et utiliser ce Manuel dans leurs politiques locales et régionales dans l’intérêt des citoyens de leurs collectivités. Enfin, le Congrès demande à sa Commission de suivi, en coopération avec d’autres organes du Congrès et instances compétentes du Conseil de l’Europe, de préparer le deuxième volume du Manuel des droits de l’homme.

## Activités thématiques du Congrès pour les droits de l'homme
Le travail du Congrès s’organise notamment autour de trois commissions statutaires instaurées en octobre 2010 dans le cadre de la réforme des structures du Congrès. Parmi elles, la Commission des questions d’actualité chargée d’étudier le rôle des pouvoirs locaux et régionaux prépare des travaux sur des thèmes tels que la cohésion sociale, la Participation citoyenne, l’éducation, le développement durable, le dialogue interculturel et Interreligieux, la protection des enfants contre les abus sexuels, la participation des jeunes l’intégration des migrants, du point de vue des valeurs fondamentales du Conseil de L’Europe. 

### Droits de l'enfant et campagne Un sur Cinq
Dans le contexte de la Campagne Un sur Cinq du Conseil de l’Europe contre la violence sexuelle à l'égard des enfants, le Congrès a développé un « Pacte des Villes et des Régions contre la violence sexuelle à l’égard des enfants » qui propose diverses mesures et stratégies pour prévenir les abus, protéger les victimes, poursuivre les auteurs de violences et garantir la pleine participation des enfants au processus dans sa globalité. Le Congrès se charge de la dimension locale et régionale de la mise en œuvre de la campagne Un sur Cinq, dans le but de promouvoir la signature et la ratification de la Convention du Conseil de l’Europe sur la protection des enfants contre l’exploitation et les abus sexuels connue aussi sous le nom de Convention de Lanzarote.

### Alliance inclusive des roms
Les activités du Congrès en matière d’inclusion des Roms et des Gens du voyage portent notamment sur l’éducation, l’emploi et la participation politique, en particulier des jeunes. L'Alliance européenne des villes et régions pour l’inclusion des Roms vise à créer des réseaux nationaux entre maires. Ces derniers constituent de véritables plates-formes de discussion au sein desquelles les maires peuvent se réunir et échanger des points de vue ainsi que des modèles de bonnes pratiques. En 2017, le Congrès a lancé une Déclaration contre l'antitsiganisme, qui donne aux maires ainsi qu'à l'ensemble des élus locaux et régionaux, des 47 États membres, la possibilité de prendre position contre la discrimination envers les Roms. La déclaration est signée, à ce jour, par 103 élus locaux ou régionaux.

### Nomination d'un porte-parole thématique pour les droits de l'homme
Des porte-parole thématiques du Congrès des pouvoirs locaux et régionaux sont désignés par le Bureau du Congrès pour suivre les activités d'autres organismes ou d'autres institutions sur des sujets spécifiques. Deux membres du Congrès sont nommés porte-parole thématique sur les Droits de l’Homme aux niveaux local et régional.

### Genres et lutte contre la violence domestique
Le Congrès mène des travaux sur la participation des femmes dans la vie publique, l'égalité hommes / femmes et les droits des femmes, par exemple en mettant en place des quotas au sein de ses propres délégation, en adoptant des résolutions et des recommandations sur l'égalité des genres et en contribuant aux actions de lutte contre la violence à l'égard des femmes.